# Älskande på flykt
Älskande på flykt (Les amants criminels) fransk dramafilm från 1999 av den franske regissören François Ozon.

## Handling
Filmen handlar om de två tonåringarna Alice och Luc, som efter att ha dödat en klasskamrat och försökt att gömma liket i skogen blir tillfångatagna av en enstörig kannibal.
Han låser in Alice i källaren och gör Luc till sin älskare.

## Rollista
| Natacha Régnier    | – Alice           |
| Jérémie Renier     | – Luc             |
| Predrag Manojlovic | – Mannen i skogen |
| Salim Kechiouche   | – Saïd            |
| Yasmine Belmadi    | – Karim           |